# Matthias Sindelar
Matthias Sindelar (ur. 10 lutego 1903 w Kozlovie jako Matěj Šindelář, zm. 23 stycznia 1939 w Wiedniu) – austriacki piłkarz, wybrany najlepszym austriackim piłkarzem XX wieku.
Pochodził z biednej rodziny, naukę gry w piłkę rozpoczynał na ulicach Wiednia, gdzie ze względu na szczupłą budowę ciała przylgnął do niego przydomek człowiek z papieru, który towarzyszył mu do końca kariery.
W wieku 15 lat podpisał kontrakt z zespołem Hertha Wiedeń przed przejściem do słynnej Austrii Wiedeń, którą poprowadził do zdobycia trzech triumfów w Pucharze Austrii z rzędu.
W 1926 zadebiutował w reprezentacji Austrii, zdobywając zwycięskiego gola w wygranym 2:1 meczu z Czechosłowacją. Później zdobył dwa gole w meczu, w którym Austriacy wygrali ze Szwajcarią 7:1. W 43 meczach w reprezentacji narodowej zdobył 27 bramek. Występował na mistrzostwach świata w 1934 r.
Po Anschlussie w 1938 odmówił opuszczenia swojej ojczyzny, a także reprezentowania faszystowskich Niemiec. Za powód podał swój podeszły wiek i przewleką kontuzję kolana (od lat grał z opaską na nim). Prowadził kawiarnię w Wiedniu i wspierał austriackich piłkarzy pochodzenia żydowskiego, którym narodowi socjaliści zakazali uprawiania sportu.
29 stycznia 1939 znaleziono go martwego wraz z przyjaciółką Camillą Castagnoli, włoską Żydówką. Oficjalny komunikat mówił o śmiertelnym zatruciu obojga tlenkiem węgla, jako o bezpośredniej przyczynie zgonu, jednak śmierć Sindelara, największego gwiazdora austriackiego Wunderteamu lat 30. do dziś pozostaje zagadką. Pochowany na Cmentarzu Centralnym w Wiedniu.